# Elecciones al Parlamento de La Rioja de 2003
Las elecciones al Parlamento de La Rioja de 2003 se celebraron el día 13 de junio. En ellas venció el PP por mayoría absoluta de nuevo, proclamándose presidente Pedro Sanz. 

## Resultados

### General
| ← Elecciones al Parlamento de La Rioja de 2003 → |                                           |                                |        |       |         |     |
| Presidente y gobierno | Partido                                   | Candidato                      | Votos  | %     | Escaños | +/- |
| - Presidente: Pedro Sanz - Gobierno: PP - Censo: 233.553 - Votantes: 175.401 (75,1%) - Abstención: 58.152 (24,9%) - Válidos: 173.949 - A candidatura: 170.641 (98,1%) | Partido Popular de La Rioja (PP)          | Pedro Sanz                     | 84.533 | 49,54 | 17      | -1  |
| - Presidente: Pedro Sanz - Gobierno: PP - Censo: 233.553 - Votantes: 175.401 (75,1%) - Abstención: 58.152 (24,9%) - Válidos: 173.949 - A candidatura: 170.641 (98,1%) | Partido Socialista Obrero Español (PSOE)  | Juan Francisco Martínez-Aldama | 66.410 | 38,92 | 14      | +1  |
| - Presidente: Pedro Sanz - Gobierno: PP - Censo: 233.553 - Votantes: 175.401 (75,1%) - Abstención: 58.152 (24,9%) - Válidos: 173.949 - A candidatura: 170.641 (98,1%) | Partido Riojano (PR)                      | Miguel González de Legarra     | 11.842 | 6,94  | 2       | =   |
| - Presidente: Pedro Sanz - Gobierno: PP - Censo: 233.553 - Votantes: 175.401 (75,1%) - Abstención: 58.152 (24,9%) - Válidos: 173.949 - A candidatura: 170.641 (98,1%) | Izquierda Unida-La Rioja (IU)             | Antonio Quirce                 | 4.729  | 2,77  | 0       |     |
| - Presidente: Pedro Sanz - Gobierno: PP - Censo: 233.553 - Votantes: 175.401 (75,1%) - Abstención: 58.152 (24,9%) - Válidos: 173.949 - A candidatura: 170.641 (98,1%) | Los Verdes de La Rioja (LOS VERDES)       |                                | 2.858  | 1,67  | 0       |     |
| - Presidente: Pedro Sanz - Gobierno: PP - Censo: 233.553 - Votantes: 175.401 (75,1%) - Abstención: 58.152 (24,9%) - Válidos: 173.949 - A candidatura: 170.641 (98,1%) | Movimiento al Socialismo Humanista (MASH) |                                | 269    | 0,16  | 0       |     |
| - Presidente: Pedro Sanz - Gobierno: PP - Censo: 233.553 - Votantes: 175.401 (75,1%) - Abstención: 58.152 (24,9%) - Válidos: 173.949 - A candidatura: 170.641 (98,1%) | En blanco                                 | N/A                            | 3.308  | 1,9   | N/A     | N/A |
| - Presidente: Pedro Sanz - Gobierno: PP - Censo: 233.553 - Votantes: 175.401 (75,1%) - Abstención: 58.152 (24,9%) - Válidos: 173.949 - A candidatura: 170.641 (98,1%) | Nulos                                     | N/A                            |        |       | N/A     | N/A |

### Investidura del Presidente de La Rioja
| Candidato       | Fecha                                                   | Voto       |    |    | PP+ | Total |
| --------------- | ------------------------------------------------------- | ---------- | -- | -- | --- | ----- |
| Pedro Sanz (PP) | 27 de junio de 2003 Mayoría requerida: Absoluta (17/33) | Sí         | 17 |    |     | 17/33 |
| Pedro Sanz (PP) | 27 de junio de 2003 Mayoría requerida: Absoluta (17/33) | No         |    | 14 |     | 14/33 |
| Pedro Sanz (PP) | 27 de junio de 2003 Mayoría requerida: Absoluta (17/33) | Abstención |    |    | 2   | 2/33  |

- Datos: Q5827548